# Qom Yek-e Kūchak
Qom Yek-e Kūchak (persiska: قُميك, Qomīk, قم یک کوچک) är en ort i Iran.   Den ligger i provinsen Qazvin, i den nordvästra delen av landet, 140 km väster om huvudstaden Teheran. Qom Yek-e Kūchak ligger 1 220 meter över havet och antalet invånare är 120.
Terrängen runt Qom Yek-e Kūchak är platt. Runt Qom Yek-e Kūchak är det ganska tätbefolkat, med 108 invånare per kvadratkilometer. Närmaste större samhälle är Qazvin, 17,8 km norr om Qom Yek-e Kūchak. Trakten runt Qom Yek-e Kūchak består till största delen av jordbruksmark.